# Nessuno deve amarti
Nessuno deve amarti (The Return of Jesse James) è un film del 1950 diretto da Arthur Hilton.
È un film western statunitense con John Ireland, Ann Dvorak e Henry Hull. È incentrato sulle vicende del rapinatore di banche Johnny Callum, interpretato da John Ireland, che si fa passare per un redivivo Jesse James. A smascherarlo sarà il fratello di James, Frank.

## Produzione
Il film, diretto da Arthur Hilton su una sceneggiatura di Jack Natteford con il soggetto di Carl K. Hittleman, fu prodotto dallo stesso Hittleman per la Lippert Pictures.

## Distribuzione
Il film fu distribuito con il titolo The Return of Jesse James negli Stati Uniti dall'8 settembre 1950 al cinema dalla Lippert Pictures.
Alcune delle uscite internazionali sono state:
- nelle Filippine il 18 marzo 1952 (Davao)
- in Germania Ovest il 13 ottobre 1953 (Die Rückkehr von Jesse James)
- in Austria nel gennaio del 1954 (Die Rückkehr von Jesse James)
- in Finlandia il 3 aprile 1959 (Jesse Jamesin paluu)
- in Italia (Nessuno deve amarti)